# Bolygómag
Bolygómagnak egy bolygó, egy kisbolygó vagy egy bolygó jellegű hold esetében az égitest középpontját körülvevő, fizikai és geológiai értelemben nagyjából egységesen viselkedő, homogénnek tekinthető, égitestenként változó méretű legbelső rétegeit nevezzük. Ahhoz, hogy bolygómagról beszélhessünk, általában feltételezzük az adott égitest öves felépítését.
A bolygó magja lehet egy- vagy többosztatú is (utóbbi például a Föld esetében) a bolygó fejlődéstörténetétől, a fejlődés során végbement differenciáció, és adott esetben a környezet (pl. közeli gravitációs vonzócentrum árapálykeltő hatása) függvényében.

## A bolygómagok vizsgálata
A bolygómagokról való ismereteink (halmazállapot, sűrűség, lehetséges összetétel, stb.) jórészt geofizikai megfigyelések kiértékeléséből származnak, a Föld esetében erre főleg a rugalmas hullámok (például földrengés-hullámok) terjedésének megfigyeléséből következtetünk. Más, közvetlenül nem, vagy alig tanulmányozott égitestek esetén a bolygómagra vonatkozó elképzeléseink földi analógiákon, illetve modelleken alapulnak.

## A Föld-típusú bolygók magjai
A mag folyékony vagy szilárd rétegekből is állhat, bár a Mars és a Vénusz magjait teljesen szilárdnak gondoljuk, mert nincs belsőleg generált mágneses mezőjük. Naprendszerünkben a mag nagysága kb. a bolygó átmérőjének 20%-ától (a Hold) 75%-ig (Merkúr) is terjedhet.

## Az óriásbolygók magja
A gázóriásoknak is vasban gazdag magjuk van. Habár ezek a magok arányaiban sokkal kisebbek mint a Föld-típusú bolygóknál, a gázóriások mérete miatt a magjuk akár a Földnél nagyobb méretűek is lehetnek. A Jupiter magja megközelítően 12-szerese a Föld tömegének (a Jupiter teljes tömegének 3%-a), és a HD 149026 b exobolygó magja kb. 70-szerese a Föld tömegének.
Úgy gondolják, hogy néhány, a csillagához nagyon közel keringő gázóriás légkörét a csillaguk elszívhatja, csak a magot hátrahagyva. Ezeket - az eddig csak elméletben létező - bolygókat Khthonoszi bolygóknak nevezzük.

## Kisebb szilárd égitestek magja
Néhány holdnak, illetve kisbolygónak szintén jól elkülönült magja lehet, a méretüktől és a történetüktől függően. A Jupiter holdjai közül az Io és az Europa sok tekintetben a Föld-típusú bolygók testvérei, és a magjuk megközelítően a sugaruk harmada. A 4 Vesta nevű óriásaszteroidának is tagolt belső szerkezete van, egy elkülönült maggal együtt.